# Germaine Hoerner
Germaine Olga Hoerner (Straatsburg Königshofen, 26 januari 1905 – Straatsburg, 19 mei 1972) was een Franse sopraanzangeres, zij genoot haar opleiding aan het Conservatoire national supérieur de musique et de danse in Parijs.

## Biografie
Germaine werd geboren op 26 januari 1905, in Königshofen in de woning aan de Schirmeckerstrasz (route de Schirmeck, D392) nr. 31. Haar ouders waren Joseph Adolf Hoerner (koopman) en Maria Barbara Lueger.
In 1929 debuteerde Germaine in de Opéra de Paris in de rol van Brünnhilde in Die Walküre van Wagner. Daarna zong zij meerdere rollen uit de opera's van Wagner: Elsa in Lohengrin,  Elisabeth in Tannhäuser, Gutrune in Götterdämmerung en Senta in Der fliegende Holländer (1937), deze werden uitgevoerd in het Palais Garnier.
Twee jaar later legde zij zich toe op werken uit de Belcanto zoals Aida in de gelijknamige opera (1939, 1945, 1952) en Desdemone in Otello beide van Giuseppe Verdi. Ook in La damnation de Faust van Hector Berlioz als Marguerite (1934, 1939, 1941, 1952), Photine in La Samaritaine van Max d'Ollone (1937), Elvira in Don Giovanni van Mozart (1941, 1946) Valentina in Les Huguenots van Giacomo Meyerbeer toonde zij haar veelzijdigheid. Ook zong zij voornamelijk weer uit het Duitse repertoire zoals Leonore in Fidelio van Beethoven (1942), la Marechale in Der Rosenkavalier van Richard Strauss.
In 1960 beëindigde zij haar carrière al zangeres en gaf zanglessen in Straatsburg.
In 1972 overleed zij in haar geboorteplaats.

## Afbeeldingen

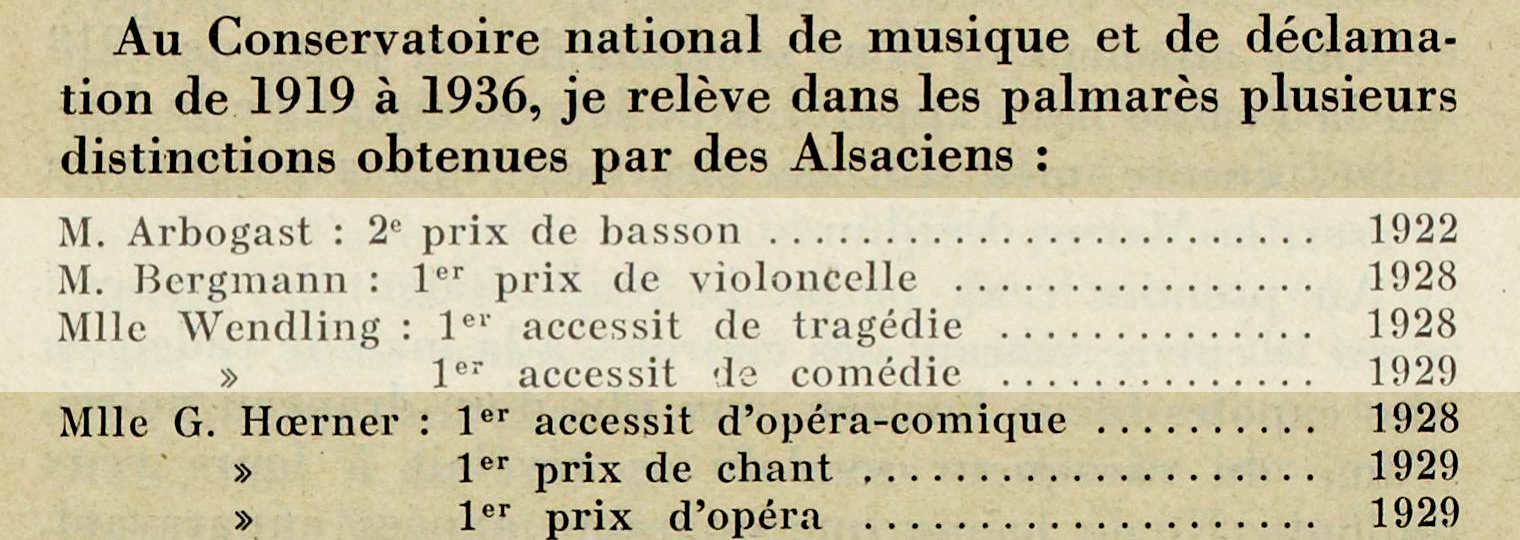
Germaine Hoerner, L'Alsace française revue hebdomadaire
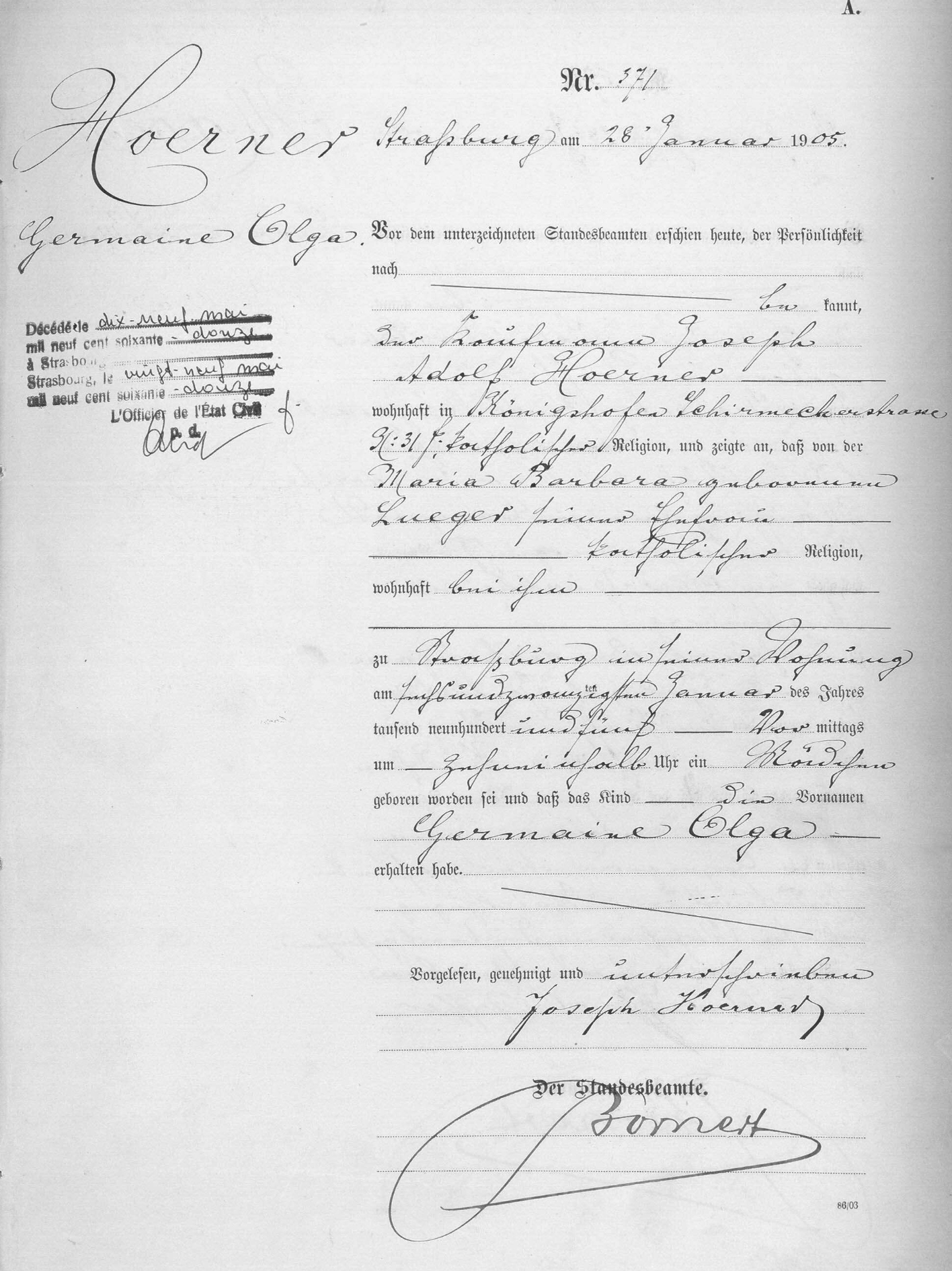
Geboorteregister Germaine Olga Hoerner

## Wetenswaardigheden
- Germaine werd in Straatsburg geboren in de tijd dat het bij Duitsland behoorde, van geboorte was zij dus Duits.
- Op 18 april 2008 werd bij Christies voor 4000 dollar een gouache op papier verkocht die had toebehoord aan Germaine.
- Germaine weigerde om een persoonlijke geluidsopname te laten maken, toch is haar stem nog wel te beluisteren op meerdere opnamen.